# Ecleora brandti
Ecleora brandti là một loài bướm đêm trong họ Geometridae.